# Challet
Challet – miejscowość i gmina we Francji, w Regionie Centralnym, w departamencie Eure-et-Loir.
Według danych na rok 1990 gminę zamieszkiwało 356 osób, a gęstość zaludnienia wynosiła 35 osób/km² (wśród 1842 gmin Regionu Centralnego Challet plasuje się na 792. miejscu pod względem liczby ludności, natomiast pod względem powierzchni na miejscu 1137.).